# Vacanti-Maus
Die Vacanti-Maus war eine Labormaus (SCID), die als Bioreaktor zur Züchtung von Knorpelgewebe in Form einer menschlichen Ohrmuschel genutzt wurde. Die Chondrozyten (Knorpelzellen) stammten vom Rind und wurden in eine Form eingesät, deren Gestalt einem menschlichen Ohr nachempfunden ist, und die abbaubar ist. Diese wurde dann unter die Haut der Nacktmaus implantiert.

## Die „Ohrmaus“
Die „Ohrmaus“ wurde von Pionieren der Gewebezüchtung (engl. tissue engineering), den Brüdern Charles und Joseph Vacanti und deren Team aus Boston bzw. Cambridge in der Abteilung für Anästhesiologie der University of Massachusetts Medical School gezüchtet. Die Ergebnisse des Experimentes wurden 1997 veröffentlicht.

## Kontroverse
Das Foto der Vacanti-Maus wurde in der Presse und im Internet verbreitet; häufig per E-Mail ohne viel Text. Daher war vielen unklar, ob das Foto real war oder ein Hoax. Ende der 1990er Jahre wurde das Foto als Sinnbild beim Protest gegen Gentechnologie genutzt (obwohl hier keine transgenen Organismen hergestellt wurden).